# Caio Servílio Vácia
Caio Servílio Vácia (em latim: Gaius Servilius Vatia) foi um político da gente Servília da República Romana. Vácia foi eleito pretor em 114 a.C.. Era casado com Cecília Metela Macedônica (n. c. 170 a.C.), filha de Quinto Cecílio Metelo Macedônico, cônsul em 143 a.C., com quem teve Públio Servílio Vácia Isáurico, cônsul em 79 a.C..